# Metarhizium flavoviride
Metarhizium flavoviride är en svampart som beskrevs av W. Gams & Rozsypal 1973. Metarhizium flavoviride ingår i släktet Metarhizium och familjen Clavicipitaceae.   Inga underarter finns listade i Catalogue of Life.